# مشكلة المئة ألف سنة

(مؤشرٌ على درجة الحرارة) لآخر 600,000 سنة (المُعدل من عدة عيناتٍ من كربونات رواسب أعماق البحار)

تُشير مشكلة المئة ألف سنةٍ في نظرية ميلانكوفيتش للتأثير المداري [الإنجليزية] إلى وجود تناقضٍ بين سجل درجات الحرارة الجيولوجية المُعاد بناؤه وكمية الإشعاع الشمسي الوارد المُعاد بناؤها، أو مقدار التشمس خلال ال800,000 سنةٍ الماضية. نتيجةً للاختلافات في مدار الأرض، فإنَّ مقدار التشمس يختلفُ بفتراتٍ تتراوح من حوالي 21,000 و40,000 و100,000 و400,000 سنة. تُحدثُ التغيرات الحاصلةُ في كمية الطاقة الشمسية تغيراتٍ في مناخ الأرض، كما تُعد عاملًا رئيسيًا في تحديد وقت بدء وإنتهاء الفترات الجليدية.
على الرغم من وجود دورة ميلانكوفيتش على مدى مئة ألف سنةٍ، وهي مُتعلقةٌ بالانحراف المداري للأرض، إلا أنَّ مساهمتها في تنوع التشمس يكون أصغر بكثيرٍ من مساهمة المداورة والميلان. تُشير مشكلة المئة ألف سنةٍ إلى عدم وجود تفسيرٍ واضحٍ لدورية العصور الجليدية عند لمئة ألف سنةٍ تقريبًا على مدى المليون سنةٍ الماضية، ولكن لم تكن قبل ذلك، عندما كانت الدوريةُ السائدة هي 41,000 سنة. يُعرف الانتقال غُير المبرر بين النظامين الدوريين بانتقال البليستوسين الأوسط، والذي يعود إلى حوالي 800,000 سنةٍ ماضية.
تُوجد مُشكلةٌ أخرى تُعرف بمُشكلة الأربعمئة ألف سنةٍ، وهي تُشير إلى عدم وجود دوريةٍ في الأربعمئة ألف سنة بسبب الانحراف المداري في سجل درجات الحرارة الجيولوجية على مدى 1.2 مليون سنة الماضية. يُمكن الآن إعادة إحداث الانتقال الدوري من 41,000 سنة إلى 100,000 سنة باستعمال المُحاكاة العددية التي تتضمن اتجاهًا تنازليًا في ثنائي أكسيد الكربون مع إزالةٍ مستحثة جليديًا للحطام الصخري.

## الاعتراف بدورة المئة ألف سنة

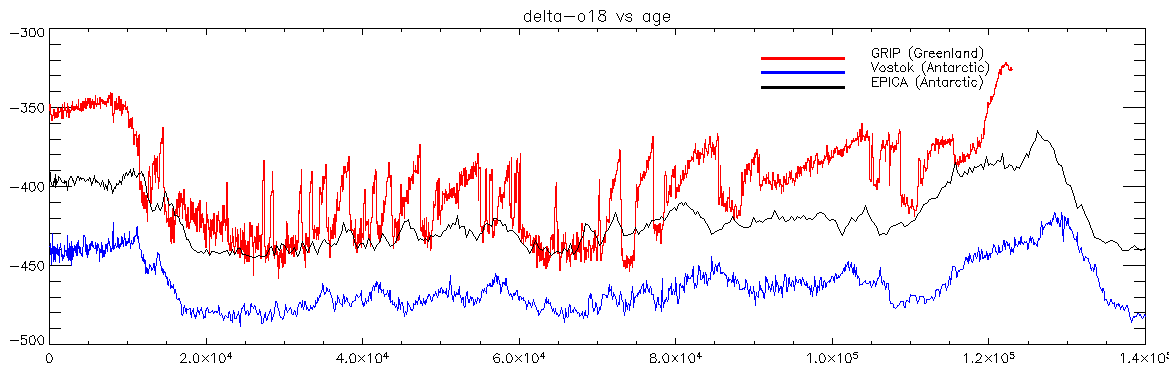
سجل للمئة وأربعون ألف سنةٍ الماضية من عيناتٍ لبية جليدية في غرينلاند (مشروع العينة اللبية الجليدية) والقارة القطبية الجنوبية (مشروع إبيكا، فوستوك)

يُمكن إعادة بناء سجل درجات الحرارة الجيولوجية باستعمال الأدلة الرسوبية. قد تكون تجزئة نظائر الأكسجين (أي δ18O) المؤشر الأكثر فائدةً لمعرفة مُناخ الماضي. تُضبط هذه التجزئة بشكلٍ أساسي من خلال كمية المياه المحجوزة في الجليد ودرجة الحرارة المُطلقة للكوكب، كما ساعد في بناء مقياسٍ زمنيٍ لمراحل النظائر البحرية.
في أواخر تسعينات القرن العشرين، كانت سجلات δ18O للهواء (في العينة اللبية الجليدية لفوستوك) والرواسب البحرية متوفرةً وقُورنت بتقديرات التشمس، والتي يجب أن تؤثر على كلٍ من درجة الحرارة وحجم الجليد. حسب وصف نيكولاس شاكلتون‏ (2000)، فإنَّ سجل رواسب أعماق البحار لـδ18O تسودُ فيه دوريةٌ تبلغ مئة ألف سنة، ويُمكن تفسيرها عالميًا على أنها النظم الرئيسي للعصر الجليدي. كما ضبط شاكلتون (2000) المقياس الزمني لسجل δ18O في العينات اللبية الجليدية لفوستوك؛ وذلك لتتناسب مع التأثير المداري المُفترض، واستخدام التحليل الطيفي لتحديد وإسقاط مكون السجل، والذي قد يُعزى في هذا التفسير إلى استجابةٍ خطية (مُتناسبة طرديًا) مع التأثير المداري. عند مُقارنة الإشارة المتبقية مع المتبقي من سجل نظير العينة اللبية البحري المُعاد المُشابه لها، فإنها تُستخدم لتقدير نسبة الإشارة التي تُعزى إلى حجم الجليد، مع عزو الباقي (بعد محاولة السماح بحدوث تأثير دول) إلى التغيرات في درجات حرارة المياه العميقة.
وجد أنَّ مُكون المئة ألف سنة من تغير حجم الجليد يُطابق سجلات مستوى سطح البحر اعتمادًا على تحديد عُمر المُرجان، كما يُطابق تأخر الانحراف المداري بمقدار عدة آلاف من السنين، كما هو متوقع إذا كان الانحراف المداري هو آلية السرعة. تظهر "القفزات" القوية غير الخطية في السجل عند الانهيارات، على الرغم من أن دورية المئة ألف سنة لم تكن أقوى دورية في سجل حجم الجليد "النقي" هذا.

## فرضيات لتفسير المشكلة
نظرًا لأنَّ دورية المئة ألف سنة سادت فقط على مناخ المليون سنة الماضية، فلا توجد معلومات كافية لفصل مكون ترددات مكون اللاتمركزية باستخدام التحليل الطيفي، مما يجعل الكشف الموثوق عن الاتجاهات الطويلة الأجل المهمة أكثر صعوبة.

### باللغة الإنجليزية
1. ↑  Raymo، Maureen E.؛ Nisancioglu، Kerim H. (2003). "The 41 kyr world: Milankovitch's other unsolved mystery". Paleoceanography. ج. 18 ع. 1: n/a. Bibcode:2003PalOc..18.1011R. DOI:10.1029/2002PA000791. مؤرشف من الأصل في 2021-03-07. All serious students of Earth's climate history have heard of the '100 kyr problem' of Milankovitch orbital theory, namely the lack of an obvious explanation of the dominant ~100 kyr periodicity in climate records of the last 800,000 years.
2. ↑  Richard John Huggett, "Problems with orbital forcing", The Natural History of Earth: Debating Long-Term Change in the Geosphere and Biosphere, Routledge Studies in Physical Geography and Environment, 2006. نسخة محفوظة 6 نوفمبر 2020 على موقع واي باك مشين.
3. ↑  "Mid-Pleistocene transition in glacial cycles explained by declining CO2 and regolith removal | Science Advances". advances.sciencemag.org. مؤرشف من الأصل في 2021-02-26. اطلع عليه بتاريخ 2019-04-05.